# Pierre Courcelle
Ne doit pas être confondu avec Pierre Courcel.
Pierre Courcelle, né le 16 mars 1912 à Orléans (Loiret) et mort le 25 juillet 1980 à Paris, est un historien français de la philosophie antique et un spécialiste de patristique latine, et plus spécialement de saint Augustin.

## Biographie

### Famille
Pierre Courcelle est né en 1912 à Orléans, fils du commerçant Paul Courcelle et de son épouse Madeleine Giroux et dernier d'une fratrie de trois garçons. Il fut élevé par sa mère, qui veilla de près à son instruction. Ses origines étaient orléanaises aussi bien du côté maternel que du côté paternel.
En 1937, il épousa Jeanne Ladmirant (1909-1999), docteur en histoire et en archéologie de l'université de Liège, qu'il avait connue alors qu'il était à l'École française de Rome et elle à l'Académie de Belgique à Rome. Elle fut sa collaboratrice de tous les instants, et plus directement dans la préparation et la rédaction de plusieurs ouvrages où les recherches iconographiques tiennent une grande place. Ils ont eu huit enfants : Jérôme, Jean-Pierre, Marie, Étienne, Vincent, Anne, Benoît et Pascal.

### Carrière
Pierre Courcelle fait ses études primaires et secondaires au lycée d'Orléans. En 1927, il est lauréat du Concours général en thème latin. Il prépare au lycée Louis-le-Grand le concours de l'École normale supérieure de la rue d'Ulm, où il entre en 1930 à 18 ans. La même année, il réussit le concours de l'École des chartes où il est premier. Fait exceptionnel, il va suivre les deux cursus en parallèle et obtenir une double formation de philologue et d'historien de la littérature d'une part, d'archiviste et d'historien de l'autre. En 1934, il est à la fois agrégé des lettres et archiviste-paléographe et devient membre de l'École française de Rome, où il reste jusqu'en 1936.
Après son année de service militaire, il devient directeur adjoint de l'Institut français de Naples (1937-1939). Mobilisé en 1939 comme lieutenant d'infanterie, il reçoit deux citations et la croix de guerre. En 1940-1941, il est professeur au lycée d'Orléans. Mais dès 1941, il est nommé maître de conférences à la faculté des lettres de Bordeaux. En 1943, il soutient sa thèse de doctorat d'État sur Les Lettres grecques en Occident de Macrobe à Cassiodore. L'année suivante, à 32 ans, il devient à la fois professeur à la Sorbonne, où il succède à Pierre de Labriolle, et directeur d'études à l'École pratique des hautes études (IVe section).
En 1952, âgé d'à peine 40 ans, il franchit la dernière marche dans la carrière universitaire en succédant à Alfred Ernout comme professeur au Collège de France. Il occupe la chaire de littérature latine, tout en restant directeur d'études cumulant à l'École des hautes études. Il exerce ces deux fonctions jusqu'à sa mort en 1980. De 1978 à sa mort, il est aussi directeur de la Fondation Thiers.
« L'éclat du savant ne doit pas effacer l'attrait profond de la personne. Cependant il restera dans la mémoire des hommes le plus illustre des savants du XXe siècle. »

## Œuvre scientifique
Sa double formation d'antiquisant et de chartiste l'amena à s'intéresser à une période encore négligée des études latines, l'Antiquité tardive, avec une attention particulière aux continuités depuis la philosophie et la littérature grecques jusqu'aux auteurs du Moyen Âge et même au-delà. En témoignent les titres de plusieurs de ses ouvrages. Dans ce vaste territoire intellectuel, auquel il a consacré – à côté d'ouvrages qui ont fait date – plusieurs centaines d'articles et de comptes rendus critiques, la personne et l'œuvre d'Augustin d'Hippone occupent une place centrale.
Il fut, avec son ami Henri-Irénée Marrou, l'un de ceux qui apportèrent une caution universitaire à la fondation de l'Institut d'études augustiniennes, en 1956, à partir de la Bibliothèque augustinienne et du Centre des études augustiniennes créés par les Augustins de l'Assomption. Il a d'ailleurs publié dans ce cadre une part importante de ses ouvrages.
Une particularité de l'œuvre de Pierre Courcelle est la place faite aux traditions iconographiques, grâce à la collaboration avec son épouse Jeanne Courcelle : iconographie de saint Augustin, de saint Ambroise, mais aussi de Virgile. Ces recherches montrent que les manuscrits transmettent non seulement les textes mais aussi les illustrations : on retrouve dans des manuscrits tardifs, et avec peu de déformations, des illustrations présentes dans les manuscrits les plus anciens.
Pierre Courcelle était à l'aise aussi bien dans les recherches minutieuses sur les textes les plus obscurs que dans les vastes synthèses que lui permettait une érudition reposant sur des lectures immenses.
Vers la fin de sa vie, il montra qu'il n'avait pas oublié sa formation d'archiviste en publiant avec commentaire des documents d'archives inédits des XIVe et XVe siècles venus de sa région natale, plus précisément de Sully-sur-Loire.

## Publications
- Les Lettres grecques en Occident de Macrobe à Cassiodore, Paris, de Boccard, 1943 ; 2e éd., 1948 (thèse).
- Histoire littéraire des grandes invasions germaniques, Paris, Hachette, 1948, 264 p. ; 3e éd., Paris, Études augustiniennes, 1964, 436 p., ill.
- Recherches sur les Confessions de saint Augustin, Paris, E. de Boccard, 1950 ; nouv. éd. augm. et ill., Paris, E. de Boccard, 1968, 615 p., ill.
- L'Entretien de Pascal et Sacy : ses sources et ses énigmes (Coll. « Bibliothèque des textes philosophiques »), Paris, J. Vrin, 1960, 83 p. (réédité en 1981).
- Les Confessions de saint Augustin dans la tradition littéraire : antécédents et postérité, Paris, Études augustiniennes, 1963, 746 p., ill.
- Vita Sancti Augustini imaginibus adornata. Manuscrit de Boston, Public Library, n° 1483, S. XV, inédit (en collaboration avec Jeanne Courcelle), Paris, Études augustiniennes, 1963, 257 p., ill.
- Iconographie de saint Augustin (en collaboration avec Jeanne Courcelle), 5 vol., ill., Paris, Études augustiniennes (vol. 1 : Les Cycles du XIVe siècle, 1965, 253 p. ; vol. 2 : Les Cycles du XVe siècle, 1969, 369 p. ; vol. 3 : Les Cycles des XVIe et XVIIe siècles, 1972, 372 p. ; vol. 4 : Les Cycles du XVIIIe siècle. 1.– L'Allemagne, 1980, 217 p. ; vol. 5 : Les Cycles du XVIIe (2e partie) et XVIIIe siècle, 1991, 206 p.).
- La Consolation de philosophie dans la tradition littéraire : antécédents et postérité de Boèce, Paris, 1967 (développement de sa thèse de l'École des chartes[15]).
- Recherches sur saint Ambroise : « Vies » anciennes, culture, iconographie, Paris, Études augustiniennes, 1973, 369 p., ill. en noir et en coul.
- Huit rôles des tailles inédits de Sully-sur-Loire : 1440-1484 (« Mémoires de l'Académie des inscriptions et belles-lettres », 45), Paris, Imprimerie nationale - C. Klincksieck, 1973, 61 p.
- « Connais-toi toi-même » de Socrate à saint Bernard, 3 vol., Paris, Études augustiniennes, 1974-1975.
- Nouveaux documents inédits de Sully-sur-Loire : 1364-1500 (« Mémoires de l'Académie des inscriptions et belles-lettres », nouvelle série, 3), Paris, Imprimerie nationale - C. Klincksieck, 1978, 85 p.
- Opuscula selecta. Bibliographie et recueil d’articles publiés entre 1938 et 1980, 1984.
- Saint Ortaire : sa vie, son culte, son iconographie (en collab. avec Jean Fournée), Société parisienne d'histoire et d'archéologie normandes, 1989, 52 p.  (ISBN 2-901488-36-6)
- Lecteurs païens et lecteurs chrétiens de l’Énéide (coll. « Mémoires de l'Académie des inscriptions et belles-lettres », nouvelle série, 4), Paris, Gauthier-Villars - diffusion De Boccard, 1984, 2 vol. (vol. 1 : Les Témoignages littéraires, 759 p. ; vol. 2 : Les Manuscrits illustrés de l’Énéide du Xe au XVe siècle (avec la collab. de Jeanne Courcelle), 265 p. et 169 p. de pl. en noir et en coul.). Ouvrage posthume.

### Hommages
Le 19 février 1965, il est élu à l'Académie des inscriptions et belles-lettres au fauteuil laissé vacant par la mort de Jules Marouzeau. En 1973, il assure la présidence de l'académie et celle de l'Institut de France. Pierre Courcelle appartenait aussi à plusieurs académies étrangères : Académie royale des sciences, des lettres et des beaux-arts de Belgique, British Academy, Académie royale de lettres, histoire et antiquités de Suède.
Il était docteur honoris causa des universités de Louvain, Fribourg-en-Brisgau et Salzbourg.

## Décorations
- Officier de la Légion d'honneur
- Commandeur de l'ordre des Palmes académiques
- Commandeur l’ordre du Mérite de la République italienne